# Dragon Quest Monsters: Joker 3
Dragon Quest Monsters: Joker 3 (ドラゴンクエストモンスターズ ジョーカー3, Doragon Kuesuto Monsutāzu Jōkā Suri) est un jeu vidéo de rôle développé par Square Enix et TOSE et édité par Square Enix pour la Nintendo 3DS. C'est la suite de Dragon Quest Monsters : Joker 2, et c'est le sixième jeu de la série Dragon Quest Monsters. Il est sorti au Japon le 24 mars 2016.
Square Enix a sorti le 9 février 2017 Dragon Quest Monsters : Joker 3 Professional, une version étendue du jeu. Cela a ajouté de nouveaux scénarios et personnages vus dans les précédents jeux de la série Joker. Professional est la dernière entrée de la série Joker.

## Système de jeu
L'écran du haut de la Nintendo 3DS montre une perspective à la troisième personne du personnage principal et du monde qui l'entoure, appelé "Break World", tandis que l'écran du bas montre une carte de la zone à proximité, avec l'objectif actuel entouré en rouge. Le protagoniste porte également un appareil appelé "Reactor", qui peut être utilisé pour découvrir des objets ou des chemins cachés. Certains chemins à traverser nécessitent que le joueur chevauche un monstre. Les joueurs pourront chevaucher les 500 monstres différents qui peuplent le monde du jeu. Les monstres se présentent sous la forme de variétés terrestres, marines ou célestes, ce qui signifie que différents types de monstres sont nécessaires pour parcourir différents chemins. Les joueurs peuvent également les équiper d'accessoires et les mettre à niveau. La montée en niveau d'un monstre peut lui donner de nouvelles capacités, comme la possibilité de faire plus de sauts d'affilée et donc d'accéder à des zones auparavant hors de portée. Le dispositif Reactor peut également être utilisé pour scanner des monstres afin de découvrir des informations à leur sujet. Si le joueur attaque un monstre en chevauchant, l'autre monstre commence le combat étourdi ou assommé. Un mini-jeu compétitif est inclus, appelé "Great Riders Cup" qui utilise le système de conduite de monstre du jeu principal et permet à jusqu'à quatre joueurs de rivaliser avec le jeu AI ou avec des joueurs locaux ou d'autres via Wifi. Le jeu utilise également les "StreetPass Battles" de la Nintendo 3DS, permettant aux joueurs de jouer contre d'autres joueurs. Le protagoniste du jeu peut être visuellement personnalisé avec différentes couleurs pour les cheveux, l'écharpe, les bottes, les pantalons et les gants.

## Trame
Le protagoniste du jeu souffre d'amnésie et doit parcourir le monde pour se souvenir de son passé. Une fille mystérieuse, une vieille femme et une tribu de monstres l'assisteront tous dans sa quête, tandis qu'un personnage appelé le Dark Master, qui se fait appeler "Human Hunter", poursuit le protagoniste avec de puissants monstres qui ont réveillé leur pouvoirs obscurs.
En juillet 2015, le créateur de la série Yūji Horii a discuté du troisième titre de Dragon Quest Monsters: Joker, avec un nouveau logo conçu par Akira Toriyama. Une bande-annonce de jeu a été présentée au Jump Festa 2016, présentant le nouveau style artistique du jeu et une grande variété de monstres. Une démo du jeu est sortie sur Nintendo 3DS début mars 2016. Ceux qui ont terminé la démo ont reçu un code pour recevoir un cadeau gratuit dans le jeu complet. Un fond d'écran spécial conçu par Toriyama a été publié sur le site Web du jeu pour commémorer le lancement du jeu.

## Accueil
La première semaine de ventes au Japon a dépassé les 368 000 unités, ce qui en fait le jeu le plus vendu au Japon. Famitsu a donné au jeu une note de 35/40. RPGamer a donné au jeu une note de 3,5 sur 5, louant les graphismes et la capacité d'interagir et de chevaucher de nombreux monstres, mais a noté qu'il était difficile d'atteindre des capacités et des monstres de haut niveau en fin de partie sans guide.
"Dragon Quest Monsters: Joker 3 Professional" a fait ses débuts au numéro un au Japon à la mi-février 2017, vendant 122 051 unités.